# Huesker
Huesker è una multinazionale tedesca che sviluppa, produce e commercializza in tutto il mondo geosintetici e tessuti tecnici per i settori dell'ingegneria, dell'agricoltura e dell'industria. La sede centrale dell'azienda è a Gescher, in Vestfalia (Germania).

## Storia
L'azienda è stata fondata nel 1861 con il nome di "H. & J. Huesker & Co.". La rapida espansione industriale del XIX secolo e il successo nella coltura del lino e della canapa pose la zona di Münster al centro dell'attenzione nell'industria tessile europea. Nel 1863 fu completato il primo stabilimento produttivo e l'azienda cominciò a produrre tessuti di cotone. La rapida espansione industriale tedesca di questo periodo favorì la forte crescita dell'azienda che già nel 1867 aveva in funzione più di 200 telai.
Oltre che sul mercato di massa, l'azienda era molto attiva in una nicchia di mercato per la quale sviluppava tessili speciali, destinati ad applicazioni ad alto contenuto tecnologico. Nel 1958 si avvide dell'enorme potenzialità dei materiali sintetici ed avviò la produzione di tessili tecnici fabbricando tele cerate e sacchi per sabbia.
A questi primi prodotti si aggiunse presto lo sviluppo di geotessili e la progettazione di sofisticati tessuti compositi per applicazioni di rinforzo, separazione, filtrazione e drenaggio.
Il continuo aumento del numero di prodotti offerti e del grado di specializzazione degli stessi portò all'istituzione, nel 1973, della "Huesker Synthetic GmbH" per espandere la commercializzazione oltre i confini tedeschi.
Dal 1987 è Corporate Member dell'International Geosynthetics Society (IGS).

## Filiali
Dagli anni Novanta l'azienda si è espansa dal punto di vista geografico attraverso l'apertura di varie filiali:
- 1991: Huesker Inc, Stati Uniti[5]
- 1998: Huesker Ltda, Brasile[6]
- 1998: Huesker SA, Spagna[7]
- 2002: Huesker Srl, Italia[8]
- 2003: Huesker Ltd, Regno Unito[9]
- 2003: Huesker SAS, Francia[10]
- 2013: Huesker BV, Paesi Bassi[11]
- 2013: OOO Huesker, Russia[12]
- 2015: Huesker Asia Pacific Pte Ltd, Singapore[13]
- 2017: Huesker Australia Pty Ltd, Australia[14]
- 2024: Huesker South Africa PTY Ltd, Sudafrica[15]

## Vecchio edificio industriale
Il vecchio edificio industriale di Fabrikstraße 13-15 a Gescher è stato progettato dallo studio di architettura svizzero Séquin e Knobel di Rüti (Svizzera) e costruito tra il 1905 e il 1909. Per le sue particolari caratteristiche architettoniche, per il suo significato, la storia industriale e per le sue dimensioni e forma, che lo hanno reso "un punto di riferimento urbano dominante nel tessuto urbano di Gescher", l'edificio è stato inserito nella lista degli edifici tutelati.